# Уканське сільське поселення
Ука́нське сільське поселення (рос. Уканское сельское поселение) — муніципальне утворення у складі Ярського району Удмуртії, Росія. Адміністративний центр — село Укан.

## Історія
Станом на 2002 рік існували Нікольська сільська рада (село Нікольське, присілки Азьманово, Удіно, Чарланово, Шестоперово), Уканська сільська рада (село Укан, присілки Кесшур, Нижній Укан, Нижня Чура, Сизово, Тупалуд, починок Кичинський) та Юрська сільська рада (селище Юр, присілки Черкадці, Тимпал).

## Господарство
В поселенні діють: 3 дитячих садочки, 3 школи, 5 клубів, 3 бібліотеки. З підприємств працюють ТОВ «Микольське», ТОВ «Нове життя», КФГ «Касаткін».

## Населення
Населення — 953 особи (2017; 1030 у 2015; 1182 в 2012, 1218 в 2010, 1927 у 2002).

## Склад
До складу поселення входять такі населені пункти:
| Населений пункт       | Населення, осіб (2002) | Населення, осіб (2010) | Населення, осіб (2012) |
| --------------------- | ---------------------- | ---------------------- | ---------------------- |
| Азьманово, присілок   | 27                     | 19                     | 18                     |
| Кесшур, присілок      | -                      | -                      | -                      |
| Кичинський, починок   | -                      | -                      | -                      |
| Нижній Укан, присілок | 213                    | 175                    | 169                    |
| Нижня Чура, присілок  | 74                     | 34                     | 32                     |
| Нікольське, село      | 340                    | 252                    | 241                    |
| Сизово, присілок      | -                      | -                      | -                      |
| Тимпал, присілок      | 20                     | 4                      | 3                      |
| Тупалуд, присілок     | 93                     | 45                     | 43                     |
| Удино, присілок       | 42                     | 12                     | 11                     |
| Укан, село            | 453                    | 359                    | 364                    |
| Чарланово, присілок   | 44                     | 21                     | 21                     |
| Черкадці, присілок    | 106                    | 32                     | 23                     |
| Шестоперово, присілок | 91                     | 56                     | 54                     |
| Юр, присілок          | 424                    | 209                    | 203                    |